# Палестро (коммуна)
Палестро (итал. Palestro) — коммуна в Италии, располагается в регионе Ломбардия, подчиняется административному центру Павия.
Население составляет 2014 человек, плотность населения составляет 112 чел./км². Занимает площадь 18 км². Почтовый индекс — 27030. Телефонный код — 0384.
Покровителем населённого пункта считается святитель Мартин Турский. Праздник ежегодно празднуется 11 ноября.
30 мая 1859 года, в ходе Австро-итало-французской войны, близ Палестро произошло кровопролитное сражение в ходе которого франко-сардинская армия одержала победу над австрийцами.

## Города-побратимы
- Монтебелло-делла-Батталья, Италия (1984)